# Başkent Knights 2001
Questa voce raccoglie le informazioni riguardanti i Başkent Knights nelle competizioni ufficiali della stagione 2001.

## Türkiye Amerikan Futbolu Kurulu 2001

### Stagione regolare
| 2001 1ª giornata | Hacettepe Red Deers | 82 – 0 | Başkent Knights |  |

| 2001 2ª giornata | Bilkent Judges | 44 – 12 | Başkent Knights |  |

| 2001 4ª giornata | Boğaziçi Sultans | 24 – 0 (a tavolino) | Başkent Knights |  |

| 2001 5ª giornata | Başkent Knights | 6 – 39 | ODTÜ Falcons |  |

## Statistiche di squadra
| Competizione      | %Vittorie | In casa | In casa | In casa | In casa | In casa | In casa | In trasferta | In trasferta | In trasferta | In trasferta | In trasferta | In trasferta | Totale | Totale | Totale | Totale | Totale | Totale |
| Competizione      | %Vittorie | G       | V       | N       | P       | Pf      | Ps      | G            | V            | N            | P            | Pf           | Ps           | G      | V      | N      | P      | Pf     | Ps     |
| ----------------- | --------- | ------- | ------- | ------- | ------- | ------- | ------- | ------------ | ------------ | ------------ | ------------ | ------------ | ------------ | ------ | ------ | ------ | ------ | ------ | ------ |
| Stagione regolare | .000      | 3       | 0       | 0       | 3       | 12      | 150     | 1            | 0            | 0            | 1            | 6            | 39           | 4      | 0      | 0      | 4      | 18     | 189    |
| Totale            | .000      | 3       | 0       | 0       | 3       | 12      | 150     | 1            | 0            | 0            | 1            | 6            | 39           | 4      | 0      | 0      | 4      | 18     | 189    |